# خورشیدگرفتگی ۲۴ اکتبر ۲۰۷۹
خورشیدگرفتگی ۲۴ اکتبر ۲۰۷۹ (به انگلیسی: Solar eclipse of October 24, 2079) یک خورشیدگرفتگی از نوع خورشیدگرفتگی حلقه‌ای است. این خورشیدگرفتگی در تاریخ ۲۴ اکتبر ۲۰۷۹ میلادی (‎۲ آبان ۱۴۵۸ خورشیدی) روی خواهد داد که زمان اوج آن، ساعت ۱۸:۱۱:۲۱ به‌وقت ساعت هماهنگ جهانی است. مدت زمان و طول این خورشیدگرفتگی ۳ دقیقه و ۳۹ ثانیه خواهد بود.